# نادي تفرغ زينة
نادي تفرغ زينة لكرة القدم هو نادي كرة قدم موريتاني مقره في حي تفرغ زينة بنواكشوط. تأسس النادي في عام 2005.

## بطولات الفريق
- الدوري الموريتاني الممتاز

البطل (3) : 2012, 2015, 2016
- كأس رئيس الجمهورية

البطل (5) : 2010, 2011, 2012, 2016, 2020 (رقم قياسي)
- الكأس الممتازة الموريتانية

البطل (3) : 2010, 2015, 2016 (رقم قياسي)
- كأس العصبة الموريتانية

البطل (1) : 2017

## الأداء في مسابقات الكاف
- كأس الاتحاد الكونفدرالي الأفريقي لكرة القدم 2011: مشاركة واحدة

2011 - الدور الثاني